# Supercup 2021 (basketbal)
De wedstrijd om de Supercup op 19 september 2021 was de 10e editie van de Supercup in het Nederlandse basketbal. Gastheer was de regerend landskampioen Zorg en Zekerheid Leiden uit Leiden. Tegenstander was Basketbal Academie Limburg uit Weert. Leiden won voor de derde maal de supercup. Voor de zevende keer werd de wedstrijd gewonnen door de landskampioen.

## Wedstrijd
| 19 september 2021 15.00 Finale Supercup | Zorg en Zekerheid Leiden                                                                                         | 87–74 | Basketbal Academie Limburg                               | Vijf Meihal, Leiden                                                                                            |  |
| 19 september 2021 15.00 Finale Supercup | Jhonathan Dunn (20) Arūnas Mikalauskas (8) en Asbjørn Midtgaard (8) Arūnas Mikalauskas (6) en Marijn Ververs (6) |       | Chris Hudson (20) Chris Hudson (7) Roel van Overbeek (9) | Kwartstanden: 20–24, 25–14, 23–18, 19–18 Toeschouwers: 500 Scheidsrechters: T. Last, M. Witvliet en S. Kestein |  |
| 19 september 2021 15.00 Finale Supercup | |       |                                                          | |  |
|                                         | |       |                                                          | |  |

| Zorg en Zekerheid Leiden | Basketbal Academie Limburg |

| Supercup 2021                        |
| ------------------------------------ |
| Zorg en Zekerheid Leiden Derde titel |